# Sutá Goswami
Sutá Goswami —también conocido como Ugrásravas— es un sabio mencionado en los textos sagrados del hinduismo.
- sūta gosvāmī, en el sistema AITS.
- सूत गोस्वामिन, en escritura devánagari.
- Pronunciación: /sutá gosuámi/.

## Etimología

### Suta
En los textos más antiguos, un sutá era un conductor de carros de guerra, el [[auriga[[]]]] que asistía al rey. En los textos épicos es también un heraldo real o bardo, cuyo trabajo era proclamar los actos heroicos del rey y de sus antecesores, ya sea mientras manejaba la cuadriga del rey durante una batalla, como durante ocasiones estatales. Tenía que saber de memoria porciones de los poemas épicos y antiguas baladas.
De acuerdo con el rígido sistema de castas de la India, los sutás eran: 
- hijos de varón chatría (guerrero) y mujer bráhmani (que era la hija de un sacerdote bráhmana);[1]
- hijos de un varón bráhmana y una mujer chatría;
- hijos de un varón shudrá (esclavo) y una mujer chatría, según el Śāśvata[2]

### Ugrá Śravas
Ugráshravas: ‘alabanza fuerte’; siendo ugrá: fuerte, horrible; y śravas: ‘grito, alabanza fuerte, gloria, fama, renombre’. Quizá se le llamaba Ugrá porque era miembro de la casta ugrá (hijo de un varón chatría y una mujer śūdra). Según el Mánava shastra (Las leyes de Manu, 10, 9), los ugrás tienen una conducta (āchāra) o una tarea (vihāra) cruel o ruda (krūra), como matar animales o capturar serpientes. Sin embargo en los tantras se les considera que eran por lo general los bardos de la literatura puránica.

## Otros nombres
- Sūta Gosvāmī, o Suta Goswami
- Śrī Sūta, o Sri Suta
- Ugráśravas, Ugrá Śravas, Ugráshravas o Ugrásravas (su nombre personal)
- Sauti (‘hijo de un suta’, pero él mismo no suta)
- Loma Jarshana (‘vellos erizados [por el éxtasis religioso]’) o Roma Jarshana.[4]

Su padre el bráhman también era llamado Loma Jarshana o Roma Jarshana, y era discípulo directo del sabio Viasadeva.

## El suta narrador
Ugrashravas fue el narrador de varios Puranás, incluyendo 
el Majábharata,
el Jari vamsha (anexo del anterior),
el Bhágavata puraná (compuesto hacia el siglo XI d. C.). y
el Padma puraná.
Según esos textos, sus narraciones normalmente tuvieron lugar antes de una gran reunión de sadhus en el inmenso bosque Naimisha, un sitio de peregrinación en el centro de la India. (Se creía que el Sol y las estrellas giraban alrededor de la Tierra en este eje).
Toda la epopeya del Majábharata está estructurada como un diálogo entre Ugrasrava Sauti (narrador) y el sabio Shaúnaka (oyente). La narración Bharata con la historia de los reyes bhárata —hablada por el sabio Vaishampáiana al rey kuru Yanameyaia (hijo de Parikshit y bisnieto del héroe Áryuna)— fue incorporada dentro de la narración de Ugrasrava Sauti. La narración Yaia de Vaisampáiana, a su vez contiene la narración de la guerra de Kurukshetra hablada por Sanyaia al rey kuru Dhritarashtra. De esta manera, el Majábharata tiene una estructura «historia dentro de otra historia».
El Majábharata comienza con la introducción de Ugrasrava:

Ugrá Shravas, el hijo de Lomajárshana, de apellido Sauti, bien versado en los Puranás, inclinándose con humildad, se acercó un día a los grandes sabios de rígidos votos, sentados cómodamente, que habían asistido al sacrificio de doce años que estaba realizando Shaúnaka, de apellido Kulapati, en el bosque de Naimisha.
Mahabharata 1: 1